# Mneseo
En el Critias de Platón, Mneseo (o Mneseús: Μνησεύς) es uno de los hijos de Poseidón y Clito. De los cinco pares de gemelos varones que surgieron de esta unión, Mneseo era el primogénito del tercer par de gemelos de ese primer linaje los príncipes atlantes, y su hermano gemelo era Autóctono.

## Literatura
Mneseo aparece en uno de los escritos de Platón, concretamente en el Critias, y se le atribuye, junto a sus otros hermanos, la potestad de regir una región de la Atlántida.
En el relato de Platón se considera a Mneseo como uno de los gobernadores de las diez regiones de la Atlántida. El Puerto de Santa María, en Cádiz, era conocido en la antigüedad con el nombre de Menesteo (Menestheus) o Meneszeo, y un importante oráculo con el mismo nombre se describía en la región de Tartessos.
Como dato curioso, en el Atlas de Vaugondray, del siglo XVIII, se propone la hipótesis de que la Atlántida sería América del Sur, y así se delimita en dicho mapa la región de Mneseo abarcando los territorios de lo que sería Bolivia y Paraguay.

## Mneseo bético
Mneseo bético es el sobrenombre atribuido a Pedro Madrazo, escritor y miembro de las Reales Academias de la Historia y de la de las tres Nobles Artes de san Fernando, con motivo de su admisión en la insigne y antigua Academia de los Arcades de Roma.